# Бланчард (Оклахома)
Бланчард (енгл. Blanchard) град је у америчкој савезној држави Оклахома.

## Демографија
По попису из 2010. године број становника је 7.670, што је 4.854 (172,4%) становника више него 2000. године.
| Група             | 2000.         | 2010.         |
| Белци             | 2.547 (90,4%) | 6.637 (86,5%) |
| Афроамериканци    | 9 (0,3%)      | 35 (0,5%)     |
| Азијати           | 6 (0,2%)      | 24 (0,3%)     |
| Хиспаноамериканци | 68 (2,4%)     | 298 (3,9%)    |
| Укупно            | 2.816         | 7.670         |